# Ecuador a 2020. évi nyári olimpiai játékokon
Ecuador a japán Tokióban megrendezett 2020. évi nyári olimpiai játékok egyik részt vevő nemzete volt. Az országot az olimpián 15 sportágban 46 sportoló képviselte, akik összesen 3 érmet szereztek.

## Érmesek
| Érem  | Versenyző       | Sportág      | Versenyszám                |
| ----- | --------------- | ------------ | -------------------------- |
| Arany | Richard Carapaz | Kerékpározás | Férfi egyéni mezőnyverseny |
| Arany | Neisi Dajomes   | Súlyemelés   | Női 76 kg                  |
| Ezüst | Tamara Salazar  | Súlyemelés   | Női 87 kg                  |

## Asztalitenisz
Férfi
| Versenyző    | Versenyszám | Selejtező         | 64-es főtábla                                            | 48-as főtábla     | 32-es főtábla     | Nyolcaddöntő      | Negyeddöntő       | Elődöntő          | Döntő             | Helyezés |
| Versenyző    | Versenyszám | Ellenfél Eredmény | Ellenfél Eredmény                                        | Ellenfél Eredmény | Ellenfél Eredmény | Ellenfél Eredmény | Ellenfél Eredmény | Ellenfél Eredmény | Ellenfél Eredmény | Helyezés |
| ------------ | ----------- | ----------------- | -------------------------------------------------------- | ----------------- | ----------------- | ----------------- | ----------------- | ----------------- | ----------------- | -------- |
| Alberto Miño | Egyes       | erőnyerő          | Nikhil Kumar (USA) · 11–8, 8–11, 8–11, 7–11, 13–11, 6–11 | kiesett           | kiesett           | kiesett           | kiesett           | kiesett           | kiesett           | 49.      |

## Atlétika
Férfi
| Versenyző          | Versenyszám     | Döntő   | Döntő    |
| Versenyző          | Versenyszám     | Idő     | Helyezés |
| ------------------ | --------------- | ------- | -------- |
| David Hurtado      | 20 km gyaloglás | 1:24:31 | 19.      |
| Jordy Jiménez      | 20 km gyaloglás | 1:27:52 | 35.      |
| Brian Pintado      | 20 km gyaloglás | 1:22:54 | 12.      |
| Jhonatan Amores    | 50 km gyaloglás | 4:05:47 | 27.      |
| Andrés Chocho      | 50 km gyaloglás | 3:59:03 | 19.      |
| Claudio Villanueva | 50 km gyaloglás | 4:53:09 | 47.      |

| Versenyző         | Versenyszám   | Selejtező | Selejtező | Döntő    | Döntő    |
| Versenyző         | Versenyszám   | Eredmény  | Helyezés  | Eredmény | Helyezés |
| ----------------- | ------------- | --------- | --------- | -------- | -------- |
| Juan José Caicedo | Diszkoszvetés | 57,75 m   | 28.       | kiesett  | kiesett  |

Női
| Versenyző                                                    | Versenyszám     | Selejtező | Selejtező | Selejtező | Előfutam | Előfutam | Előfutam | Elődöntő | Elődöntő | Elődöntő | Döntő         | Döntő         |
| Versenyző                                                    | Versenyszám     | Idő       | Hely.     | Össz.     | Idő      | Hely.    | Össz.    | Idő      | Hely.    | Össz.    | Idő           | Helyezés      |
| ------------------------------------------------------------ | --------------- | --------- | --------- | --------- | -------- | -------- | -------- | -------- | -------- | -------- | ------------- | ------------- |
| Ángela Tenorio                                               | 100 m           | kiemelt   | kiemelt   | kiemelt   | 11,59    | 6.       | 46.      | kiesett  | kiesett  | kiesett  | kiesett       | kiesett       |
| Rosa Chacha                                                  | Maraton         |           |           |           |          |          |          |          |          |          | 2:36:44       | 41.           |
| Andrea Bonilla                                               | Maraton         |           |           |           |          |          |          |          |          |          | 2:43:30       | 60.           |
| Karla Jaramillo                                              | 20 km gyaloglás |           |           |           |          |          |          |          |          |          | 1:36:32       | 28.           |
| Glenda Morejón                                               | 20 km gyaloglás |           |           |           |          |          |          |          |          |          | nem ért célba | nem ért célba |
| Paola Pérez                                                  | 20 km gyaloglás |           |           |           |          |          |          |          |          |          | 1:31:26       | 9.            |
| Marizol Landázuri Anahí Suárez Yuliana Angulo Ángela Tenorio | 4 × 100 m váltó |           |           |           | 43,69    | 8.       | 16.      |          |          |          | kiesett       | kiesett       |

## Birkózás
Női
Szabadfogású
| Versenyző      | Versenyszám | Nyolcaddöntő                   | Negyeddöntő                        | Elődöntő          | Vigaszág elődöntő                                | Bronz- mérkőzés   | Döntő             | Helyezés |
| Versenyző      | Versenyszám | Ellenfél Eredmény              | Ellenfél Eredmény                  | Ellenfél Eredmény | Ellenfél Eredmény                                | Ellenfél Eredmény | Ellenfél Eredmény | Helyezés |
| -------------- | ----------- | ------------------------------ | ---------------------------------- | ----------------- | ------------------------------------------------ | ----------------- | ----------------- | -------- |
| Lucía Yépez    | 50 kg       | Valentina Islamova (KAZ) · 9–6 | Szuszaki Jui (JPN) · 0–10          |                   | Tsogt-Ochiryn Namuuntsetseg (MGL) · visszalépett | kiesett           | kiesett           | 8.       |
| Luisa Valverde | 53 kg       | María Prevolaráki (GRE) · 11–4 | Bolortudzsa Bat Ocsir (MGL) · 5–15 | kiesett           | kiesett                                          | kiesett           | kiesett           | 8.       |

## Cselgáncs
Férfi
| Versenyző      | Versenyszám | 32-es főtábla                        | Nyolcaddöntő      | Negyeddöntő       | Elődöntő          | Vigaszág elődöntő | Bronz- mérkőzés   | Döntő             | Helyezés |
| Versenyző      | Versenyszám | Ellenfél Eredmény                    | Ellenfél Eredmény | Ellenfél Eredmény | Ellenfél Eredmény | Ellenfél Eredmény | Ellenfél Eredmény | Ellenfél Eredmény | Helyezés |
| -------------- | ----------- | ------------------------------------ | ----------------- | ----------------- | ----------------- | ----------------- | ----------------- | ----------------- | -------- |
| Lenin Preciado | Légsúly     | Yanislav Gerchev (BUL) · 00(3)–10(0) | kiesett           | kiesett           | kiesett           | kiesett           | kiesett           | kiesett           | 17.      |

Női
| Versenyző        | Versenyszám  | 32-es főtábla                          | Nyolcaddöntő      | Negyeddöntő       | Elődöntő          | Vigaszág elődöntő | Bronz- mérkőzés   | Döntő             | Helyezés |
| Versenyző        | Versenyszám  | Ellenfél Eredmény                      | Ellenfél Eredmény | Ellenfél Eredmény | Ellenfél Eredmény | Ellenfél Eredmény | Ellenfél Eredmény | Ellenfél Eredmény | Helyezés |
| ---------------- | ------------ | -------------------------------------- | ----------------- | ----------------- | ----------------- | ----------------- | ----------------- | ----------------- | -------- |
| Estefania García | Váltósúly    | Agata Ozdoba-Błach (POL) · 00(0)–10(0) | kiesett           | kiesett           | kiesett           | kiesett           | kiesett           | kiesett           | 17.      |
| Vanessa Chalá    | Félnehézsúly | Anastasiya Turchyn (UKR) · 00(1)–10(1) | kiesett           | kiesett           | kiesett           | kiesett           | kiesett           | kiesett           | 17.      |

## Golf
| Versenyző       | Versenyszám | 1. forduló | 1. forduló | 2. forduló | 2. forduló | 3. forduló | 3. forduló | 4. forduló | 4. forduló | Összesen | Összesen | Összesen |
| Versenyző       | Versenyszám | Pont       | Par        | Pont       | Par        | Pont       | Par        | Pont       | Par        | Pontszám | Par      | Helyezés |
| --------------- | ----------- | ---------- | ---------- | ---------- | ---------- | ---------- | ---------- | ---------- | ---------- | -------- | -------- | -------- |
| Daniela Darquea | Női egyéni  | 72         | +1         | 73         | +2         | 65         | −6         | 73         | +2         | 283      | −1       | 38.      |

## Hullámlovaglás
| Versenyző      | Versenyszám | 1. forduló                                                                             | 1. forduló | 2. forduló | 2. forduló | 3. forduló            | Negyeddöntő           | Elődöntő              | Döntő                 | Helyezés |
| Versenyző      | Versenyszám | Ellenfelek Győztes pont                                                                | Hely.      | Ellenfelek Győztes pont                                                                                        | Hely.      | Ellenfél Győztes pont | Ellenfél Győztes pont | Ellenfél Győztes pont | Ellenfél Győztes pont | Helyezés |
| -------------- | ----------- | -------------------------------------------------------------------------------------- | ---------- | --- | ---------- | --------------------- | --------------------- | --------------------- | --------------------- | -------- |
| Dominic Barona | Női         | 1 csoport · Carissa Moore (USA) · Teresa Bonvalot (POR) · Daniella Rosas (PER) · 11,74 | 3.         | 1 csoport · Cuzuki Amuro (JPN) · Bianca Buitendag (RSA) · Maeda Mahina (JPN) · Leilani McGonagle (CRC) · 11,60 | 5.         | kiesett               | kiesett               | kiesett               | kiesett               | 19.      |

## Íjászat
Női
| Versenyző        | Versenyszám | Selejtező | Selejtező | 64-es főtábla                                    | 32-es főtábla     | Nyolcaddöntő      | Negyeddöntő       | Elődöntő          | Döntő             | Helyezés |
| Versenyző        | Versenyszám | Pont      | Kiemelés  | Ellenfél Eredmény                                | Ellenfél Eredmény | Ellenfél Eredmény | Ellenfél Eredmény | Ellenfél Eredmény | Ellenfél Eredmény | Helyezés |
| ---------------- | ----------- | --------- | --------- | ------------------------------------------------ | ----------------- | ----------------- | ----------------- | ----------------- | ----------------- | -------- |
| Adriana Espinosa | Egyéni      | 606       | 62.       | Kang Cshejong (Kang Chae-young) (KOR) (3.) · 0–6 | kiesett           | kiesett           | kiesett           | kiesett           | kiesett           | 33.      |

## Kerékpározás

### BMX
Pálya
| Versenyző       | Versenyszám | Negyeddöntő | Negyeddöntő | Elődöntő | Elődöntő | Döntő   | Döntő    | Helyezés |
| Versenyző       | Versenyszám | Pont        | Helyezés    | Pont     | Helyezés | Idő     | Helyezés | Helyezés |
| --------------- | ----------- | ----------- | ----------- | -------- | -------- | ------- | -------- | -------- |
| Alfredo Campo   | Férfi       | 12          | 4.          | 8        | 4.       | 40,705  | 5.       | 5.       |
| Doménica Azuero | Női         | 13          | 5.          | kiesett  | kiesett  | kiesett | kiesett  | 18.      |

### Országúti kerékpározás
Férfi
| Versenyző        | Versenyszám   | Idő              | Helyezés |
| ---------------- | ------------- | ---------------- | -------- |
| Richard Carapaz  | Mezőnyverseny | 6:05:26          |          |
| Jhonatan Narváez | Mezőnyverseny | 6:15:38 (+10:12) | 47.      |

## Lovaglás
Lovastusa
| Versenyző         | Ló              | Versenyszám | Díjlovaglás | Díjlovaglás | Tereplovaglás | Tereplovaglás | Tereplovaglás | Díjugratás | Díjugratás  | Díjugratás | Díjugratás | Végeredmény | Végeredmény |
| Versenyző         | Ló              | Versenyszám | Díjlovaglás | Díjlovaglás | Tereplovaglás | Tereplovaglás | Tereplovaglás | Selejtező  | Selejtező   | Selejtező  | Döntő      | Végeredmény | Végeredmény |
| Versenyző         | Ló              | Versenyszám | Bünt.       | Hely.       | Bünt.         | Bünt. össz.   | Hely.         | Bünt.      | Bünt. össz. | Hely.      | Bünt.      | Bünt.       | Helyezés    |
| ----------------- | --------------- | ----------- | ----------- | ----------- | ------------- | ------------- | ------------- | ---------- | ----------- | ---------- | ---------- | ----------- | ----------- |
| Nicolas Wettstein | Altier D'Aurois | Egyéni      | 40,9        | 56.         | 48,4          | 89,3          | 43.           | 16,0       | 105,3       | 41.        | kiesett    | 105,3       | 41.         |

## Ökölvívás
Férfi
| Versenyző      | Versenyszám | Selejtező                   | Nyolcaddöntő                 | Negyeddöntő       | Elődöntő          | Döntő             | Helyezés |
| Versenyző      | Versenyszám | Ellenfél Eredmény           | Ellenfél Eredmény            | Ellenfél Eredmény | Ellenfél Eredmény | Ellenfél Eredmény | Helyezés |
| -------------- | ----------- | --------------------------- | ---------------------------- | ----------------- | ----------------- | ----------------- | -------- |
| Jean Caicedo   | Pehelysúly  | Mykola Butsenko (UKR) · 3–2 | Samuel Takyi (GHA) · 0–5     | kiesett           | kiesett           | kiesett           | 9.       |
| Julio Castillo | Nehézsúly   | erőnyerő                    | Hussein Iashaish (JOR) · 0–4 | kiesett           | kiesett           | kiesett           | 9.       |

Női
| Versenyző           | Versenyszám | Selejtező                       | Nyolcaddöntő             | Negyeddöntő       | Elődöntő          | Döntő             | Helyezés |
| Versenyző           | Versenyszám | Ellenfél Eredmény               | Ellenfél Eredmény        | Ellenfél Eredmény | Ellenfél Eredmény | Ellenfél Eredmény | Helyezés |
| ------------------- | ----------- | ------------------------------- | ------------------------ | ----------------- | ----------------- | ----------------- | -------- |
| María José Palacios | Könnyűsúly  | Szudaphon Sziszondi (THA) · 0–5 | kiesett                  | kiesett           | kiesett           | kiesett           | 17.      |
| Érika Pachito       | Középsúly   |                                 | Rady Gramane (MOZ) · 1–4 | kiesett           | kiesett           | kiesett           | 9.       |

## Öttusa
| Versenyző       | Versenyszám | Vívás (V) | Vívás (V) | Úszás   | Úszás | Úszás | Bónusz vívás (B) | Bónusz vívás (B) | Bónusz vívás (B) | Lovaglás      | Lovaglás      | Lovaglás | Lovaglás | Futás/Lövészet | Futás/Lövészet | Futás/Lövészet | Futás/Lövészet | Összesen    | Összesen |
| Versenyző       | Versenyszám | Eredmény  | Pont      | Idő     | Pont  | Hely. | Eredmény         | Pont             | V+B Hely.        | Idő           | Hibapont      | Pont     | Hely.    | Lövőhiba       | Idő            | Pont           | Hely.          | Összes pont | Helyezés |
| --------------- | ----------- | --------- | --------- | ------- | ----- | ----- | ---------------- | ---------------- | ---------------- | ------------- | ------------- | -------- | -------- | -------------- | -------------- | -------------- | -------------- | ----------- | -------- |
| Marcela Cuaspud | Női         | 4–31      | 124       | 2:27,91 | 255   | 35.   | 0–1              | 0                | 36.              | nem ért célba | nem ért célba | 0        | 31.      | 5              | 13:39,94       | 481            | 33.            | 860         | 35.      |

## Sportlövészet
Női
| Versenyző         | Versenyszám   | Selejtező | Selejtező | Döntő   | Döntő    |
| Versenyző         | Versenyszám   | Pont      | Helyezés  | Pont    | Helyezés |
| ----------------- | ------------- | --------- | --------- | ------- | -------- |
| Diana Durango     | Légpisztoly   | 559       | 45.       | kiesett | kiesett  |
| Diana Durango     | Sportpisztoly | 569       | 38.       | kiesett | kiesett  |
| Andrea Pérez Peña | Sportpisztoly | 582       | 13.       | kiesett | kiesett  |
| Andrea Pérez Peña | Légpisztoly   | 565       | 36.       | kiesett | kiesett  |

## Súlyemelés
Női
| Versenyző         | Versenyszám | Szakítás                 | Szakítás                 | Lökés    | Lökés    | Összesen | Helyezés |
| Versenyző         | Versenyszám | Eredmény                 | Helyezés                 | Eredmény | Helyezés | Összesen | Helyezés |
| ----------------- | ----------- | ------------------------ | ------------------------ | -------- | -------- | -------- | -------- |
| Alexandra Escobar | 59 kg       | érvényes kísérlet nélkül | érvényes kísérlet nélkül | kiesett  | kiesett  | kiesett  | kiesett  |
| Angie Palacios    | 64 kg       | 104                      | 2.                       | 122      | 8.       | 226      | 6.       |
| Neisi Dajomes     | 76 kg       | 118                      | 1.                       | 145      | 1.       | 263      |          |
| Tamara Salazar    | 87 kg       | 113                      | 3.                       | 150      | 2.       | 263      |          |

## Triatlon
Egyéni
| Versenyző       | Versenyszám | 1,5 km úszás | Depózás 1 | 40 km kerékpározás | Depózás 2     | 10 km futás | Összesítés | Összesítés |
| Versenyző       | Versenyszám | Idő          | Idő       | Idő                | Idő           | Idő         | Idő        | Helyezés   |
| --------------- | ----------- | ------------ | --------- | ------------------ | ------------- | ----------- | ---------- | ---------- |
| Elizabeth Bravo | Női         | 20:15        | 0:42      | lekörözték         | nem ért célba | kiesett     | kiesett    | kiesett    |

## Úszás
Férfi
| Versenyző       | Versenyszám      | Előfutam | Előfutam | Előfutam | Elődöntő | Elődöntő | Elődöntő | Döntő     | Döntő    |
| Versenyző       | Versenyszám      | Idő      | Hely.    | Össz.    | Idő      | Hely.    | Össz.    | Idő       | Helyezés |
| --------------- | ---------------- | -------- | -------- | -------- | -------- | -------- | -------- | --------- | -------- |
| Tomas Peribonio | 200 m vegyes     | 2:00,62  | 5.       | 36.      | kiesett  | kiesett  | kiesett  | kiesett   | kiesett  |
| Tomas Peribonio | 400 m vegyes     | 4:18,73  | 2.       | 24.      |          |          |          | kiesett   | kiesett  |
| David Farinango | 10 km nyílt vízi |          |          |          |          |          |          | 1:53:09,8 | 15.      |

Női
| Versenyző        | Versenyszám      | Előfutam | Előfutam | Előfutam | Elődöntő | Elődöntő | Elődöntő | Döntő     | Döntő    |
| Versenyző        | Versenyszám      | Idő      | Hely.    | Össz.    | Idő      | Hely.    | Össz.    | Idő       | Helyezés |
| ---------------- | ---------------- | -------- | -------- | -------- | -------- | -------- | -------- | --------- | -------- |
| Anicka Delgado   | 50 m gyors       | 25,36    | 1.       | 25.*     | kiesett  | kiesett  | kiesett  | kiesett   | kiesett  |
| Anicka Delgado   | 100 m gyors      | 55,56    | 2.       | 31.      | kiesett  | kiesett  | kiesett  | kiesett   | kiesett  |
| Samantha Arévalo | 10 km nyílt vízi |          |          |          |          |          |          | 2:01:30,6 | 11.      |

* - egy másik versenyzővel azonos időt ért el